# Mako (skådespelare)
Mako, eg. Makoto Iwamatsu, född 10 december 1933 i Kobe, Japan, död 21 juli 2006 i Somis, Ventura County, Kalifornien, USA, var en japansk-amerikansk skådespelare.

## Filmografi i urval[1]
- 1966 - Kanonbåten San Pablo - Po-Han
- 1969 - Westerns största ba(n)kstöt - Elio Fong
- 1974 - Ön vid världens ände - Oomiak
- 1974 - Klostrets hemlighet -  Tao Gan
- 1975 - Killer Elite - Chung
- 1981 - An Eye for an Eye - James Chan
- 1982 - Conan Barbaren - trollkarlen
- 1983 - Testamentet - Mike
- 1984 - Conan förgöraren - Akiro Trollkarlen
- 1986 - Flykten - kapten Vinh
- 1988 - Tucker - en man och hans dröm - Jimmy
- 1990 - Efter Hiroshima - sergeant Moritaki
- 1990 - Mord i paradiset - kapten Kilalo
- 1990 - Pacific Heights - den objudne gästen - Toshio Watanabe
- 1990 - Han är jag! - Sakamoto
- 1992 - RoboCop 3 - Kanemitsu
- 1993 - Blodröd sol - Yoshida-san
- 1993 - Sidekicks - Mr. Lee
- 1994 - Highlander III: The Sorcerer - Nakano
- 1995 - Crying Freeman - Shudo Shimazaki
- 1997 - Sju år i Tibet - Kungo Tsarong
- 1998 – Chūgoku no chōjin – Shen
- 2000 - Rugrats in Paris: The Movie - Mr. Yamaguchi (röst)
- 2001 - Pearl Harbor - amiral Isoroku Yamamoto
- 2003 - Bulletproof Monk - Mr. Kojima
- 2005 - En geishas memoarer - Sakamoto
- 2007 - TMNT - mästaren Splinter (röst)

## Övrigt
Avsnittet Sagor från Ba Sing Se - Sagan om Irohhttps://www.youtube.com/watch?v=B5kDt-zEMi8 i TV-serien Avatar: Legenden om Aang är dedikerat till Mako då han fram till sin död gjorde rösten som farbror Iroh. Han var även känd för rösten som Aku, huvudskurken i den tecknade TV-serien Samurai Jack.